# Albuíno Azeredo
Albuíno Cunha de Azeredo (Vila Velha, 21 de janeiro de 1945 – Vila Velha, 16 de setembro de 2018) foi um engenheiro e político brasileiro eleito governador do Espírito Santo em 1990, pelo Partido Democrático Trabalhista (PDT).

## Biografia
Formado em engenharia pela Universidade Federal do Espírito Santo, nasceu no povoado de Morro de Argolas na zona portuária de Vila Velha. Antes de ingressar no ensino superior trabalhou como vendedor ambulante, comerciante e peão de pedreira, com passagem pelo Atlético de Vitória onde foi jogador de futebol. Estagiário da Companhia Vale do Rio Doce, trabalhou para a referida empresa após a graduação e a seguir fundou a ENEFER, empresa de consultoria no ramo do transporte ferroviário. Dividindo suas atividades empresariais com a política, integrou o MDB e também o PMDB, foi nomeado Secretário de Planejamento pelo governador Max Mauro cujos irmãos eram sócios de Azeredo em sua empresa. Rompida a convivência política entre o governador capixaba e os Camata no início dos anos noventa, tanto Max Mauro quanto Albuíno Azeredo ingressaram no PDT. 
Azeredo foi eleito governador do Espírito Santo no segundo turno das eleições de 1990 (e empossado em 1991), com 51% dos votos, derrotando o senador José Ignácio Ferreira, após um início de campanha no qual suas intenções de voto registradas pelas pesquisas de opinião sequer chegavam a cinco por cento. Ao lado de Alceu Collares foi um dos primeiros governadores negros da história do país. Durante seu mandato, fez a doação de uma área para o município Barra de São Francisco, na qual foi construída a Escola Agrícola “Normilia Cunha de Azeredo”.
Após cumprir integralmente seu mandato retornou às suas atividades empresariais e em 1997 foi nomeado Secretário de Planejamento do município de Cariacica pelo prefeito Dejair Camata, cargo que deixou para se candidatar a governador em 1998 num pleito onde foi derrotado exatamente por José Ignácio, agora filiado ao PSDB. Convidado por Anthony Garotinho, então governador do Rio de Janeiro, presidiu a Rio Trilhos (responsável pelo metrô) e a Companhia Fluminense de Trens Urbanos (FLUMITRENS), retornando ao Espírito Santo em 2002 para se candidatar a deputado federal pelo PMDB num pleito onde figurou como suplente. Quando Rosinha Matheus, esposa de Garotinho, assumiu o governo fluminense, esta nomeou Albuíno Azeredo presidente da Companhia Estadual de Engenharia, Transportes e Logística (CENTRAL) e também o fez retornar à Secretaria de Transportes.

## Morte
Morreu no Hospital Vila Velha em 16 de setembro de 2018 vítima de uma parada cardiorrespiratória decorrente de uma pneumonia, deixou, além de sua esposa (Waldicéa Peçanha de Azeredo), três filhos e três netos.